# Загорудько, Павел Валерьевич
Павел Валентинович Загорудько (19 августа 1978, Фрунзе) — киргизский футболист, вратарь. Выступал за сборную Кыргызстана. Мастер спорта Кыргызстана (1998).

## Биография
Воспитанник бишкекского футбола. Окончил Киргизскую государственную академию физкультуры и спорта (2003).
Во взрослом футболе начал выступать в 1994 году в высшей лиге Кыргызстана в составе «Алги». Продолжал играть за этот клуб, носивший названия «Алга-ПВО» и «СКА ПВО», до 2001 года. Становился чемпионом страны (2000, 2001), серебряным призёром (1997, 1998, 1999), обладателем Кубка Кыргызстана (1997, 1998, 1999, 2000, 2001).
В 2002 году играл за клубы первой лиги Казахстана. В составе чимкентского «Достыка» провёл 3 матча, а в составе «Жетысу» на поле не выходил.
После возвращения на родину провёл по одному сезону в клубах «Дордой» и «Абдыш-Ата». В составе «Дордоя» завоевал бронзовые награды чемпионата. В 2005 году снова играл за «Алгу», выступавшую под названием «Шоро-СКА», и стал серебряным призёром первенства.
Всего в высшей лиге Кыргызстана сыграл не менее 110 матчей.
В национальной сборной Кыргызстана сыграл единственный матч 3 августа 1999 года в отборочном турнире Кубка Азии против Омана (0:3), провёл на поле первый тайм, в котором пропустил два гола, и в перерыве был заменён на Кирилла Прядкина.
После окончания профессиональной карьеры выступал в любительских соревнованиях в Казахстане.